# La Peirusa
La Peirusa (en francès La Péruse) és un municipi francès situat al departament del Charente i a la regió de la Nova Aquitània. L'any 2007 tenia 485 habitants.

## Demografia

### Població
El 2007 la població de fet de La Péruse era de 485 persones. Hi havia 220 famílies de les quals 69 eren unipersonals (31 homes vivint sols i 38 dones vivint soles), 81 parelles sense fills, 58 parelles amb fills i 12 famílies monoparentals amb fills.
La població ha evolucionat segons el següent gràfic:
Habitants censats

### Habitatges
El 2007 hi havia 267 habitatges, 221 eren l'habitatge principal de la família, 22 eren segones residències i 23 estaven desocupats. 255 eren cases i 10 eren apartaments. Dels 221 habitatges principals, 175 estaven ocupats pels seus propietaris, 42 estaven llogats i ocupats pels llogaters i 4 estaven cedits a títol gratuït; 1 tenia una cambra, 8 en tenien dues, 38 en tenien tres, 76 en tenien quatre i 99 en tenien cinc o més. 183 habitatges disposaven pel capbaix d'una plaça de pàrquing. A 92 habitatges hi havia un automòbil i a 111 n'hi havia dos o més.

### Piràmide de població
La piràmide de població per edats i sexe el 2009 era:
| Homes | Edats   | Dones |
| ----- | ------- | ----- |
| 0     | 95 o +  | 0     |
| 0     | 90 a 94 | 4     |
| 0     | 85 a 89 | 4     |
| 8     | 80 a 84 | 12    |
| 8     | 75 a 79 | 4     |
| 28    | 70 a 74 | 24    |
| 4     | 65 a 69 | 16    |
| 8     | 60 a 64 | 12    |
| 8     | 55 a 59 | 4     |
| 12    | 50 a 54 | 16    |
| 20    | 45 a 49 | 24    |
| 8     | 40 a 44 | 12    |
| 16    | 35 a 39 | 12    |
| 32    | 30 a 34 | 24    |
| 24    | 25 a 29 | 28    |
| 8     | 20 a 24 | 4     |
| 16    | 15 a 19 | 20    |
| 8     | 10 a 14 | 12    |
| 12    | 5 a 9   | 8     |
| 12    | 0 a 4   | 24    |

## Economia
El 2007 la població en edat de treballar era de 320 persones, 228 eren actives i 92 eren inactives. De les 228 persones actives 194 estaven ocupades (104 homes i 90 dones) i 33 estaven aturades (17 homes i 16 dones). De les 92 persones inactives 45 estaven jubilades, 28 estaven estudiant i 19 estaven classificades com a «altres inactius».

### Ingressos
El 2009 a La Péruse hi havia 223 unitats fiscals que integraven 489 persones, la mediana anual d'ingressos fiscals per persona era de 16.073 €.

### Activitats econòmiques
Dels 10 establiments que hi havia el 2007, 1 era d'una empresa alimentària, 1 d'una empresa de fabricació d'altres productes industrials, 1 d'una empresa de construcció, 2 d'empreses de comerç i reparació d'automòbils, 1 d'una empresa de transport, 1 d'una empresa d'hostatgeria i restauració, 1 d'una entitat de l'administració pública i 2 d'empreses classificades com a «altres activitats de serveis».
Dels 7 establiments de servei als particulars que hi havia el 2009, 3 eren tallers de reparació d'automòbils i de material agrícola, 1 fusteria, 2 perruqueries i 1 restaurant.
L'únic establiment comercial que hi havia el 2009 era una fleca.
L'any 2000 a La Péruse hi havia 16 explotacions agrícoles que ocupaven un total de 425 hectàrees.

## Equipaments sanitaris i escolars
El 2009 hi havia una escola elemental integrada dins d'un grup escolar amb les comunes properes formant una escola dispersa.

## Poblacions més properes
El següent diagrama mostra les poblacions més properes.